# Szemborowo
Szemborowo (prononciation : [ʂɛmbɔˈrɔvɔ]) est un village polonais de la gmina de Strzałkowo dans le powiat de Słupca de la voïvodie de Grande-Pologne dans le centre-ouest de la Pologne.
Il se situe à environ 10 kilomètres au nord-ouest de Strzałkowo (siège de la gmina), à 13 kilomètres au nord-ouest de Słupca (siège du powiat) et à 55 kilomètres à l'est de Poznań (capitale régionale).
Le village possédait une population de 354 habitants en 2006.

## Histoire
De 1975 à 1998, le village faisait partie du territoire de la voïvodie de Konin.

Depuis 1999, Szemborowo est situé dans la voïvodie de Grande-Pologne.